# Les Molières
Les Molières is een gemeente in het Franse departement Essonne (regio Île-de-France) en telt 1654 inwoners (1999). De plaats maakt deel uit van het arrondissement Palaiseau.

## Geografie
De oppervlakte van Les Molières bedraagt 7,0 km², de bevolkingsdichtheid is 236,3 inwoners per km².
De onderstaande kaart toont de ligging van Les Molières met de belangrijkste infrastructuur en aangrenzende gemeenten.

## Demografie
Onderstaande figuur toont het verloop van het inwonertal (bron: INSEE-tellingen).